# Râul Enoșești
Râul Enoșești este un curs de apă, afluent al râului Oltișor. 